# الدوري الياباني لكرة القدم للسيدات 2010
الدوري الياباني لكرة القدم للسيدات 2010 هو موسم من الدوري الياباني لكرة القدم للسيدات. فاز فيه إن تي في بيليزا.